# Polityka stabilizacyjna
Polityka stabilizacyjna (zwana także polityką antycykliczną) – jedna z gałęzi polityki gospodarczej. Jej celem jest łagodzenie wahań aktywności gospodarczej wywołanych zmianą faz cyklu koniunkturalnego. 
Ze względu na rodzaj stosowanych instrumentów w ramach polityki stabilizacyjnej wyróżniamy politykę fiskalną (wykorzystującą wydatki budżetowe) oraz politykę pieniężną (stosującą operacje otwartego rynku, ingerującą w stopy procentowe i podaż pieniądza). 
Do najczęściej wymienianych celów polityki stabilizacyjnej należy zaliczyć: stabilizację poziomu cen, utrzymanie wysokiego stanu zatrudnienia i równowagi bilansu płatniczego, a bardziej ogólnie – tworzenie warunków sprzyjających wzrostowi gospodarczemu. 